# Famille Sfar
Pour les articles homonymes, voir Sfar.
Cette page explique l’histoire ou répertorie les différents membres de la famille Sfar.
Le nom de Sfar est porté par plusieurs familles tunisiennes.
L'une d'elles appartient à la notabilité tunisoise et descend de Mustapha Sfar, né dans une famille d'origine turque installée à Mahdia et qui s'installe ensuite à Tunis. Elle s'illustre sous le règne d'Ahmed Ier Bey et gravit les échelons dans l'administration beylicale dans la deuxième moitié du XIXe siècle. Aux XIXe et XXe siècles, la famille compte des dignitaires de l'administration dont le célèbre réformateur Béchir Sfar, fondateur de l'association de la Khaldounia et du journal El Hadhira.

## Personnalités
- Abdelaziz Sfar (1939-2012), joueur, entraîneur, enseignant et dirigeant du handball
- Béchir Sfar (1856-1917), réformateur, président de l'administration des habous et caïd-gouverneur
- Mohamed Sfar (?-?), caïd-gouverneur
- Mustapha Sfar (v. 1820-1890), commandant de la garnison et caïd-gouverneur
- Mustapha Sfar (1892-1941), maire de Tunis
- Selima Sfar (1977- ), joueuse de tennis professionnelle

Une autre famille de la ville de Mahdia, d'origine turque, est composée de notaires au XIXe siècle et donne des personnalités connues au XXe siècle :
- Mohamed Sfar (1990- ), handballeur
- Mohamed Habib Sfar, universitaire et endocrinologue
- Mohamed Nabil Sfar, universitaire et radiologue
- Mohamed Tahar Sfar, universitaire et pédiatre
- Tahar Sfar (1903-1942), militant
- Rachid Sfar (1933-2023), Premier ministre
- Ridha Sfar (1948- ), ministre